# Hypertriglycéridémie
 Mise en garde médicale
L'hypertriglycéridémie désigne l'élévation du taux de triglycérides dans le sang.

## Origine
L'hypertriglycéridémie peut être due à :
- une anomalie héréditaire,
- une consommation excessive d'alcool, de graisses alimentaires ou d'aliments sucrés,
- la sédentarité, le diabète et les maladies rénales peuvent aussi la provoquer[1].

Elle est souvent associée à d'autres facteurs de risque comme l'obésité abdominale, l'hypertension, un haut taux de glucose sanguin et un taux de bon cholestérol (HDL) trop bas.

## Effets
L'hypertriglycéridémie favorise la survenue de maladies cardiovasculaires par dépôt d'athérome sur les parois des principaux axes artériels et dans les vaisseaux coronariens (vaisseaux qui oxygènent le cœur), réduisant ainsi leur fonctionnement et augmentant de fait le risque de maladies cardio-vasculaires.
Cependant, si on prend en compte les autres anomalies du bilan lipidique (dont le taux de LDL-cholestérol dans le sang), la corrélation n'est plus retrouvée. L'augmentation du risque cardiaque est donc plus en rapport avec les anomalies du taux de cholestérol qu'avec celui des triglycérides.
À de très forts taux, l'hypertriglycéridémie peut se compliquer de pancréatite aiguë, complication grave et nécessitant une hospitalisation.

## Traitement
La prise en charge des hypertriglycéridémies a fait l'objet, en 2011, de la publication de recommandations par la Société européenne de Cardiologie.
En cas d'hypertriglycéridémie, plusieurs mesures sont conseillées :
- veiller à ce que son poids soit dans les normes de l'indice de masse corporelle,
- limiter la quantité des gras et des sucres simples consommés,
- privilégier les céréales à grains entiers, c'est-à-dire une combinaison de sucres d’absorption lente et de fibres alimentaires,
- éviter la consommation d’alcool,
- surveiller les apports nutritionnels conseillés,
- augmenter l'apport quotidien en oméga 3 (AEP et ADH)[5],
- l'exercice physique permet de faire baisser le taux sanguin des triglycérides[6].

Il n'a pas été démontré que la diminution du taux de triglycérides sanguins par la prise de médicaments (fibrates, certaines statines) diminue le risque de survenue de maladies cardiovasculaires.